# Староста, Манфред
Ма́нфред Ста́роста (н.-луж. Manfred Starosta, 20 июня 1941 года, деревня Яншойцы, Нижняя Лужица, Германия) — нижнелужицкий филолог, сорабист и переводчик. Автор «Нижнелужицко-немецкого словаря» (Dolnoserbsko-nimski słownik), который называется его именем («Словарь Старосты»). Член Нижнелужицкой языковой комиссии. Лауреат национальной серболужицкой премии имени Якуба Чишинского (2001). Лауреат премии имени Мины Миткойц (2020).

## Биография
Родился в 1941 году в нижнелужицкой деревне Яншойцы.
Его отец погиб во время Второй мировой войны в России.
В 1956 году после получения неполного среднего образования продолжил своё обучение в Высшей серболужицкой школе (в настоящее время — Нижнелужицкая гимназия) в Котбусе, которую закончил в 1960 году.
Изучал славистику, обществознание и социологию в Лейпцигском университете.
С 1965 по 1966 года — студент Познанского университета.
В 1966—1968 годах изучал в Лейпциге русский язык.
С 1968 года по 1992 года — сотрудник Серболужицкого института серболужицкого народоведения (сегодня — Серболужицкий институт).
С 1992 по 2006 года — научный сотрудник Серболужицкого дома в Котбусе. Изучал нижнелужицкую лексикографию, терминологию, грамматику и орфографию.
Занимался составлением «Нижнелужицко-немецкого словаря», который вышел в 1999 году в издательстве «Домовина». Словарь содержит около 45 тысяч слов.
Руководил составлением онлайн-словаря «Nimsko-dolnoserbski słownik — DNW», которым кроме него также занимались Гауке Бартельс и Эрвин Гануш. Первоначальная версия в 20 тысяч слов была расширена до 40 тысяч в 2004 году, до 60 тысяч в 2007 году и до 80 тысяч слов в 2015 году.
В 2001 году удостоен национальной премии имени Якуба Чишинского «за его лингвистические исследования и сохранение языка».
В 2005 году вышел на пенсию.

## Основные научные сочинения
- Dolnoserbska ortografija a interpunkcija. Pšawidła, 1976
- Niedersorbische Orthographie und Interpunktion, 1977
- Dolnoserbsko-němski słownik. Šulski słownik dolnoserbskeje rěcy. Budyšyn, 1985
- Niedersorbisch — schnell und intensive, в двух томах, 1991, 1992
- Dolnoserbsko-nimski słownik, 1999
- Nimsko-dolnoserbski słownik (DNW)